# Christa Schröder
Christa Schroeder (nascuda Emilie Christine Schroeder, 19 de març de 1908 - 18 de juny de 1984) va ser una de les secretàries personals del dictador nazi Adolf Hitler abans i durant la Segona Guerra Mundial.

## Biografia
Va néixer a la petita ciutat de Hannoversch Münden i es va traslladar a Nagold després que els seus pares van morir. Allà va treballar per un advocat entre el 1929 i 1930.

### Carrera nazi
Després de deixar Nagold per Múnic, Schroeder va treballar com a mecanògrafa al Oberst SA-Führung. Allà va conèixer Hitler a principis de 1933, quan acabava de ser nomenat canceller. Ell es va quedar captivat per Schroeder i la va contractar aquell mateix any. Ella va ser la seva secretaria fins al seu suïcidi l'abril de 1945.
Schroeder va viure a la Wolfsschanze, prop de Rastenburg, on Hitler i altres membres del seu personal vivien. El seu llibre on relata el seu servei com secretària de Hitler (Er war mein Chef, cat. "Era el meu cap") és una important font primària en l'estudi dels anys nazis.

### La vida després de la guerra
Després de la  guerra, Schroeder va ser interrogada el 1945 pels francesos. Aquest interrogatori i entrevistes més endavant el 1948 van servir de base per al primer llibre publicat sobre Hitler després de la Segona Guerra Mundial el 1949, Hitler privat (Hitler en privat). Una traducció a l'anglès del llibre de Schroeder Er war mein Chef' que es va publicar el 2009 sota el títol He Was My Chief: The Memoirs of Adolf Hitler's Secretary (Era el meu cap: Les memòries de la secretària d'Adolf Hitler) (Frontline Books, Londres). El llibre inclou la introducció d'Anton Joachimsthal de l'edició original en alemany del llibre i una nova introducció de Roger Moorhouse. El llibre va ser publicat a la revista The Sunday Telegraph Seven, la revista The Week i el diari New York Post. Schroeder va morir el 1984 a Múnic.